# Giovanni Solari
Pour les articles homonymes, voir Famille Solari.
Giovanni Solari (Milan, 1400 – Milan, 1482) est un architecte et un ingénieur italien, l'un des membres de la famille d'artistes italiens des Solari.

## Biographie
Giovanni Solari est le fils de l'architecte en chef du dôme de Milan, Marco Solari da Carona.
Il dirigea la construction de la Chartreuse de Pavie de 1428 à 1462 et au dôme de 1452 à 1469.
Son fils Guiniforte Solari lui succéda à Pavie et son autre fils Francesco Solari fut le maître de Giovanni Antonio Amadeo qui devint également son gendre.
Giovanni Solari travailla également comme ingénieur militaire pour le duc Galeazzo Maria Sforza.

## Sources
- (en) Cet article est partiellement ou en totalité issu de l’article de Wikipédia en anglais intitulé « Giovanni Solari » (voir la liste des auteurs).